# 方永祥
方永祥（1966年8月—），福建同安人，中国共产党第二十届中央候补委员，中国人民解放军中将，曾任南部战区陆军政治委员，现为中央军事委员会办公厅主任兼中央军委主席办公室主任。

## 生平
方永祥1985年9月考入南昌陆军学院学习，1986年9月加入中国共产党。
1989年毕业后长期在南京军区部队服役，曾任第三十一集团军排长、连长、政治指导员、组织科干事、政治教导员、团政治处主任。
2002年3月任第91师装甲团政委，后到国防大学攻读硕士研究生，其后历任旅政治部主任、师政治部主任、第92旅政委。2010年，任第31集团军第86师政委。
2014年9月，升任陆军第一集团军政治部主任。2015年6月，任总政治部某二级部副部长。
2016年，调任新组建的东部战区陆军政治工作部副主任。
2017年4月，升任新组建的陆军第八十一集团军政治委员。
2018年3月，兼任新成立的退役军人事务部副部长。4月，任中央军事委员会政治工作部主任助理。
2021年12月，升任南部战区副政治委员兼战区陆军政治委员。
不迟于2024年3月，调任中央军委办公厅主任。